# Unione Sportiva Rovereto 1969-1970
Questa voce raccoglie le informazioni riguardanti l'Unione Sportiva Rovereto nelle competizioni ufficiali della stagione 1969-1970.

## Rosa
| N. |                   | Ruolo | Calciatore          |
| -- | ----------------- | ----- | ------------------- |
|    | Italia (bandiera) | A     | Renzo Aldi          |
|    | Italia (bandiera) | D     | Roberto Bacchini    |
|    | Italia (bandiera) | D     | Vincenzo Barba      |
|    | Italia (bandiera) |       | Bassetti            |
|    | Italia (bandiera) | D     | Werther Borelli     |
|    | Italia (bandiera) | D     | Aldo Boschi         |
|    | Italia (bandiera) | C     | Mario Bulli         |
|    | Italia (bandiera) | A     | Giampiero Calloni   |
|    | Italia (bandiera) | P     | Gabriele Cantagallo |
|    | Italia (bandiera) |       | M. Cesari           |
|    | Italia (bandiera) | A     | Gianni Coli         |

| N. |                   | Ruolo | Calciatore       |
| -- | ----------------- | ----- | ---------------- |
|    | Italia (bandiera) | D     | Paolo Ferrari    |
|    | Italia (bandiera) |       | Frisinghelli     |
|    | Italia (bandiera) | P     | Gianni Gennari   |
|    | Italia (bandiera) | D     | Federico Ghidoni |
|    | Italia (bandiera) | C     | Franco Massucco  |
|    | Italia (bandiera) | C     | Fulvio Miorandi  |
|    | Italia (bandiera) | D     | Renato Picci     |
|    | Italia (bandiera) |       | Reniero          |
|    | Italia (bandiera) | A     | Alberto Rizzati  |
|    | Italia (bandiera) | D     | Francesco Taddei |